# Dieter Friedrich Uchtdorf

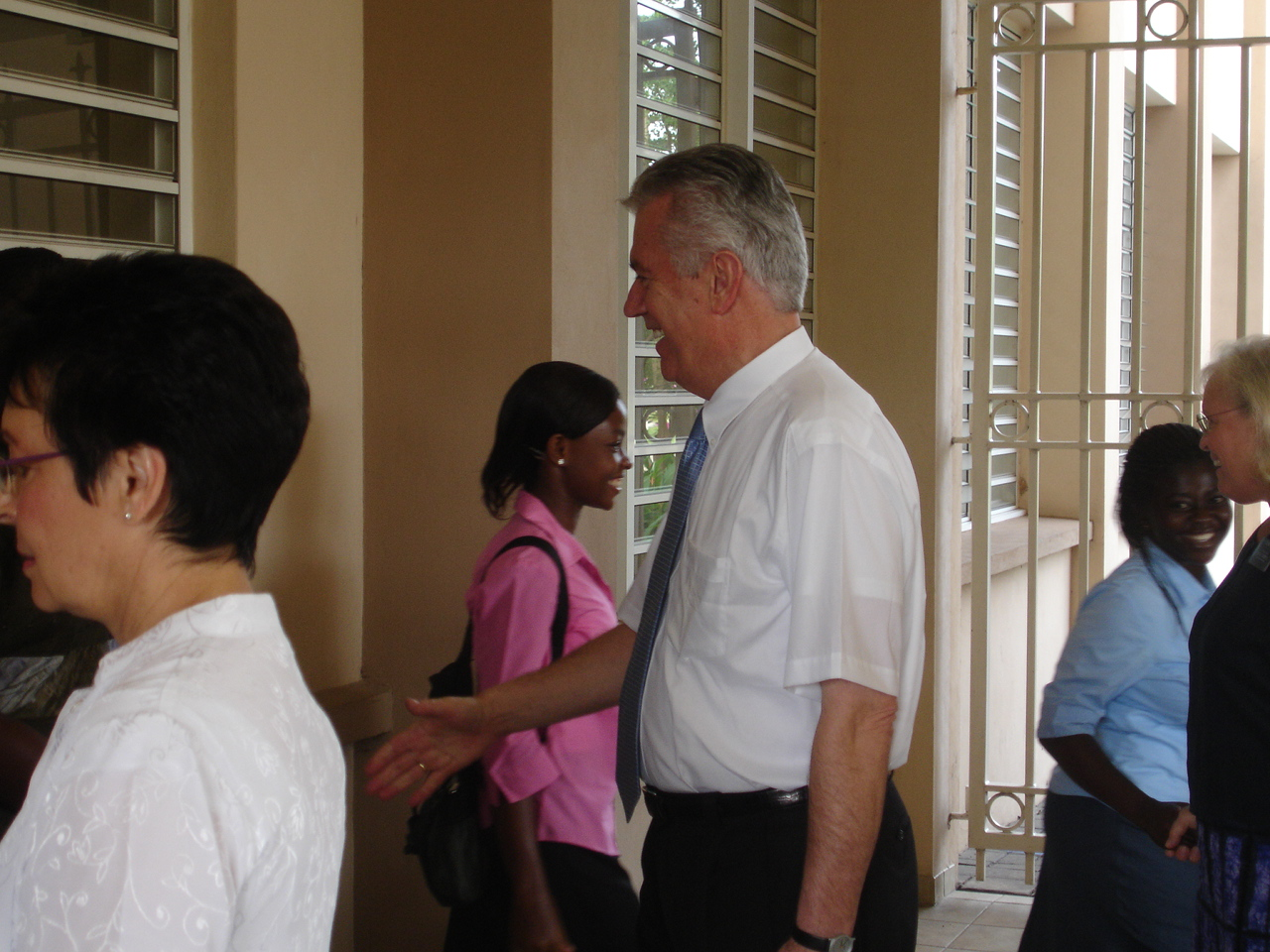
Dieter Uchtdorf visitant la mission d'Accra au Ghana en 2007.

Dieter Friedrich Uchtdorf, né le 6 novembre 1940 à Mährisch Ostrau (aujourd'hui Ostrava), est un ancien pilote d’aviation et un dirigeant religieux allemand. Il est le cinquième plus ancien apôtre dans les rangs de l’Église de Jésus-Christ des saints des derniers jours. 

## Biographie

### Jeunesse
Fils de Karl Albert Uchtdorf et d'Hildegard Else Opelten, Dieter Uchtdorf naît à Mährisch Ostrau, à l’époque de l’occupation nazie sous le protectorat de Bohème-Moravie (aujourd’hui Ostrava en République tchèque).  
Alors qu'il est enfant, sa famille s’installe à Zwickau, à l’est de l’Allemagne alors que son père est appelé dans l’armée, voyageant dans le pays alors bombardé.  
La famille Uchtdorf rejoint l’Église de Jésus-Christ des saints des derniers jours quand il est jeune à la suite de la rencontre de sa grand-mère avec un membre de l'Église dans une file d’attente pour une soupe populaire.
Lorsque Dieter F. Uchtdorf a environ dix ans, les convictions politiques de son père, incompatibles avec le communisme russe, lui valent d’être considéré comme « dissident », mettant ainsi leur vie en danger. Ils fuient l’Allemagne de l'Est et s’installent en Allemagne de l'Ouest sous occupation américaine.

### Études
À 18 ans, il commence des études d'ingénieur, avant de continuer plus tard en administration des entreprises à Cologne. Il est aussi diplômé de l’International Institute for Management Development, à Lausanne, en Suisse,. 

### Pilote d’aviation
Dieter F. Uchtdorf, devant être incorporé dans la Bundeswehr nouvellement formée, choisit plutôt d’être volontaire pour l'armée de l'air en 1959, à l’âge de 19 ans, pour devenir pilote de chasse. Grâce à un accord entre les gouvernements d'Allemagne de l'Ouest et des États-Unis, il est formé comme pilote de chasse au Texas où il excelle en obtenant le très convoité « trophée du commandant » pour avoir été le meilleur étudiant pilote de sa classe.
Après l’obtention des « ailes » de l’armée de l’air allemande et américaine, il sert pendant six ans en tant que pilote de chasse en Allemagne de l'Ouest avant de rejoindre la Lufthansa en 1965.
En 1970, à 29 ans, Uchtdorf atteint le grade de capitaine à la Lufthansa. En 1975, il est nommé comme responsable de la nouvelle école de formation Lufthansa en Arizona, puis en 1980, il devient chef pilote des personnels navigants et enfin vice-président senior des opérations de vol en 1982. Il quitte la compagnie en 1996, deux ans après avoir été appelé au Collège des Soixante-dix.

### Service dans l’Église
Dieter F. Uchtdorf sert deux fois en tant que président de Pieux dans l’Église. présidant le Pieu de Francfort-sur-le-Main et celui de Mannheim. Dieter F. Uchtdorf est appelé comme autorité générale de l’Église de Jésus-Christ des saints des derniers jours le 2 avril 1994 au second Collège des Soixante Dix
. Le 7 avril 1996, il fut appelé à servir dans le Premier Collège des Soixante-Dix. Il devint membre de la Présidence des Soixante-Dix le 15 avril 2002.

### Apôtre
Dieter F. Uchtdorf est soutenu en tant que membre du Collège des Douze Apôtres le 2 octobre 2004. Il est ordonné apôtre le 7 octobre suivant par le président de l’Église Gordon B. Hinckley. Dieter F. Uchtdorf et David A. Bednar sont appelés pour pourvoir les postes laissés vacants en juillet 2004 par les décès des membres du collège, David B. Haight et Neal A. Maxwell. En tant qu'apôtre, D.F. Uchtdorf est considéré par l'Église prophète, voyant et révélateur.
Il est seulement le onzième apôtre à être né hors des États-Unis. Il est le deuxième membre de la première présidence n’étant pas de langue maternelle anglaise. L'autre homme ayant servi dans la Première Présidence et n’ayant pas l’anglais comme langue maternelle fut Anthon H. Lund, natif du Danemark. Marion G. Romney, bien que né au Mexique, avait des parents américains et il apprit l'anglais avant l'espagnol. D. F. Uchtdorf est le premier apôtre allemand de l'histoire de l'Église et a été le premier né à l'extérieur de l'Amérique du Nord depuis la mort de John A. Widtsoe en 1952. Il est le premier habitant d'un pays extérieur aux États-Unis ou au Canada à être appelé comme Autorité Générale, qui plus tard devint un apôtre. D'autres ont émigré vers l'Amérique pour d’autres raisons que d'être appelé comme Autorité.
Alors en Slovaquie, le 12 mai 2006, D. F. Uchtdorf offrit une prière consacrant le pays ‘à la prédication de l’Évangile’, coutume mormone habituellement observée quand les missionnaires arrivent dans un nouveau pays. Bien que les missionnaires ait été dans ce qui est maintenant la Slovaquie, depuis plus d'un siècle depuis la scission avec la République tchèque, cela n’avait pas été réalisé dans le nouveau pays.

### Conseiller dans la Première Présidence
Du 3 février 2008 au 2 janvier 2018, Dieter Uchtdorf est le deuxième conseiller de Thomas S. Monson dans la Première Présidence de l'Église. Après la mort de Monson en janvier 2018, il réintègre le collège des Douze Apôtres.

## Famille
Dieter F. Uchtdorf et son épouse, Harriet Reich Uchtdorf, se sont mariés le 14 décembre 1962. Ils sont parents de deux enfants.

## Distinctions
Il reçoit un doctorat honoris causa de l’université Brigham Young lors de la cérémonie des diplômes d’avril 2009.